# Thập niên 170
Thập niên 170 hay thập kỷ 170 chỉ đến những năm từ 170 đến 179.